# Bengtskäret-Revlarna
Bengtskäret-Revlarna est une île de l'archipel de Vaasa en Finlande,.

## Géographie
L'île est le résultat de la fusion des deux îles Bengtskäret et Revlarna.
La superficie de l'île est de 1,39 kilomètre carré et sa longueur maximale est de 2,5 kilomètres dans le sens nord-sud.
Au milieu de l'île se trouve le lac Bengtskärs fladen.
Bengtskäret et Grindören bordent le lac au nord et Revlarna avec Rågskäret au sud. 
Nagelskär au sud-est est également coupé de Revlarna par un canal. 
Au nord-ouest, un canal sépare Bengtskäret de Storskär.
Le détroit de Revel sépare Revlarna de Boskär et au sud se trouve la baie Dommarskärsfjärden. 
À l'est, l'île est séparée du continent et des quartiers Västervik et Gerby, par le détroit de Strömmen. 
Au nord se trouvent la péninsule Svartholmen et la baie Östmansfjärden.